# 菊池健一郎
菊池 健一郎（きくち けんいちろう、1972年2月22日 - ）は、日本の元俳優。東京都出身。オフィス斬に所属していた。青山学院大学中退。

## 略歴
1984年、『風にむかってマイウェイ』（TBS）でテレビドラマデビュー。宮沢りえと共演した映画『ぼくらの七日間戦争』で人気を得る。その後『3年B組金八先生3』、『はいすくーる落書』など学園ものを中心に出演。90年代半ば以降は2時間ドラマ、Vシネマでの活動が主になる。2007年、『プロポーズ大作戦』（フジテレビ）にて14年ぶりの連続ドラマレギュラー出演を果たした。このころまでオスカープロモーション所属。その後、エムズエンタープライズ、オフィス斬に移籍し、2012年ごろ引退した。

## 出演

### テレビドラマ

#### 連続ドラマ
- 3年B組金八先生3（1988年、TBS系） - 柿野啓太郎 役
- はいすくーる落書（1989年、TBS系） - 荒巻幸太郎 役
- アイラブユーからはじめよう（1989年、TBS系）
- びんた（1990年、TBS系） - 加藤茂 役
- 華の誓い（1991年、フジテレビ系） - 池山陸男（少年時代） 役
- 七人の女弁護士 第1・第2シリーズ（1991年、テレビ朝日系） - 伊橋健一 役
- 映画みたいな恋したい 「ゴールデンチャイルド」（1991年、テレビ東京系）
- ホテルウーマン（1991年、フジテレビ系） - 白坂秋彦 役
- ララバイ刑事'91・'92（1991年 - 1992年、テレビ朝日系） - 中山春樹 役
- 綺麗になりたい（1992年、日本テレビ系） - 石島卓郎 役
- KIDS STORIES（1993年、フジテレビ系）
- 青春オフサイド!女教師と熱血イレブン（1993年、テレビ朝日系） - 中山健一 役
- 17才-at seventeen-（1994年、フジテレビ系）
- ハートにS 第14回「マシーン -WILD HORSES-」（1995年、フジテレビ系）
- 家政婦は見た! 第4話（1997年、テレビ朝日系） - 坂本祐介
- はぐれ刑事純情派 第11シリーズ 第1話（1998年、テレビ朝日系） - 望月一哉 役
- Tears（1998年、テレビ朝日系）
- プロポーズ大作戦（2007年4月 - 6月、フジテレビ系） - 西尾保 役
- 女帝（2007年7月 - 9月、テレビ朝日系）
- 相棒 Season 6 第7話（2007年12月、テレビ朝日系） - 安藤芳樹 役
- 水戸黄門
  - 第38部・第6話「険しい恋路の吉野山・吉野」（2008年2月11日、TBS系） - 音次郎 役
  - 第40部・第5話「美人剣士の婿選び・山形」（2009年8月24日、TBS系） - 湯沢作之進 役
- サラリーマン金太郎 第1シリーズ（2008年、テレビ朝日系） - 前田一郎 役
- 侍戦隊シンケンジャー 第二十一幕（2009年、テレビ朝日系） - 谷蔵人 役
- さくら心中 第26話（2011年、フジテレビ系） - 溝淵哲也 役
- 犬を飼うということ 第2話（2011年4月23日、テレビ朝日）
- 名探偵コナン 工藤新一への挑戦状 第2話（2011年7月14日、読売テレビ） - 小笠原功 役
- 赤川次郎原作 毒<ポイズン> 第4話（2012年10月25日、読売テレビ） - 水谷刑事 役

#### 単発ドラマ
- 月曜ドラマスペシャル（TBS系）
  - 自主退学（1990年） - 小野寺充 役
  - 妻よ、命あるかぎり（1991年）
  - 十津川警部シリーズ11 南伊豆高原殺人事件（1996年） - 貴見塚伸彦 役
  - 弁護士芸者のお座敷事件簿4・5（1999年 - 2000年） - 小林順 役
- 月曜ミステリー劇場（TBS系）
  - おばさん会長・紫の犯罪清掃日記 ゴミは殺しを知っている5（2003年） - 高橋源太 役
- 月曜ゴールデン（TBS系）
  - 森村誠一サスペンス7〜時〜（2008年） - 中倉弘 役
  - ご近所探偵・五月野さつき3 殺意のキャンプ場（2008年） - 真壁渡 役
  - 釣り刑事〜竿に掛かった大悪党!!〜（2010年） - 平田守 役
  - 刑事シュート しゅうと&ムコの事件日誌3（2011年）
- 土曜ワイド劇場（テレビ朝日系）
  - 終着駅シリーズ 駅9（1998年） - 大門勝明 役
  - 覗く女 実況中継された連続殺人!（2002年） - 篠田卓郎 役
  - 「渡り番頭・鏡善太郎の推理3」（2005年） - 本橋信吾 役
  - ラーメン刑事「龍」の殺人推理3（2002年）
  - 法医学教室の事件ファイル24（2007年）
  - タクシードライバーの推理日誌24（2008年）
  - 「温泉 (秘) 大作戦7」（2009年） - 近藤光男 役
  - 広域警察・ふたりの刑事（2010年）
  - 拘置所の女医（2011年）
  - 「救急救命士・牧田さおり8」（2011年） - 富山鑑識官 役
  - 「西村京太郎トラベルミステリー56」（2011年） - 金田医師 役
  - 大崎郁三の事件散歩（2012年）
- 金曜エンタテイメント（フジテレビ系）
  - 京都祇園入り婿刑事事件簿3（1998年） - 沢渡刑事 役
  - 年の差カップル刑事1（1998年） - 橘蒼一朗 役
- 金曜プレステージ（フジテレビ系）
  - 外科医 鳩村周五郎 闇のカルテIII（1998年） - 清水刑事 役
  - 山村美紗サスペンス 赤い霊柩車シリーズ28（2011年） - 桐村祐太 役
  - 所轄刑事6（2011年） - 久保正之 役
  - 小京都連続殺人事件2（2012年） - 松井刑事 役
- 女と愛とミステリー（テレビ東京系）
- 火曜サスペンス劇場（日本テレビ系）
  - 禁じられた二人 罪と罰（2000年） - 辻伸也 役
- 水曜ミステリー9（テレビ東京系）
  - 内田康夫サスペンス 死者の木霊 信濃のコロンボ事件帳（2001年） - 桂木刑事 役
  - 北アルプス山岳救助隊・紫門一鬼8（2006年） - 須藤勝 役
  - 捜査一課 見当たり班・鷹子の眼（2007年）
  - 刑事吉永誠一 涙の事件簿6（2007年）
- 風にむかってマイウェイ（1984年、TBS）
- 長七郎江戸日記 第2シリーズ スペシャル「一心太助とご落胤、男一匹ここにあり」（1988年10月、日本テレビ系）
- 3年B組金八先生 卒業スペシャル（1989年3月29日、TBS系） - 柿野啓太郎 役
- ラブストーリーは突然に（1991年、フジテレビ系）
- 代紋TAKE2シリーズ（1993年 - 1997年、日本テレビ、スペシャルドラマ） - 浅野洋一 役
  - 代紋 TAKE2〔1〕 （1993年3月4日）
  - 代紋 TAKE2〔2〕〜孤狼の章〜 （1994年2月6日）
  - 代紋 TAKE2〔3〕〜獄中の狼たち〜 （1994年11月20日）
  - 代紋 TAKE2〔4〕〜襲名! 白浜組八代目〜 （1995年6月25日）
  - 代紋 TAKE2〔5〕〜丈二、木更津に死す! 〜 （1996年1月28日）
- 虚貌 顔の無い殺人者（2005年、テレビ朝日系） - 辻薫平 役
- 輪違屋糸里〜女たちの新選組〜（2007年9月9日・10日、TBS系） - 山南敬助 役
- 経済ドキュメンタリードラマ ルビコンの決断（2009年 - 2010年、テレビ東京）
  - プリウスを創った男たち 〜世界最高燃費を目指せ〜（2009年7月23日）
  - 楽天市場 急成長の法則 〜たった2人から始まった 世界一への挑戦〜（2010年3月25日）
  - 日本の空を取り戻せ! 〜全日空創業 「民」の力を信じた飛行機野郎たち〜（2010年8月19日）
- 卒業ホームラン（2011年3月23日、テレビ東京）

### バラエティー番組
- 新春とんねるずスペシャル とんねるずの仁義なき花の芸能界全部乗っ取らせていただきます（1989年1月3日・1990年1月4日、日本テレビ）
- トキメキおちゃめ組（1989年4月7日 - 1991年3月29日、テレビ東京）

### 映画
- ぼくらの七日間戦争（1988年） - 主演・菊地英治 役
- 十六歳のマリンブルー（1990年） - 脇坂肇 役
- 真夏の地球（1991年） - 主演・和田稔 役
- 湾岸バッド・ボーイ・ブルー（1992年） - 主演・明夫 役
- 夜逃げ屋本舗（1992年） - 永島薫 役
- キャンプで逢いましょう（1995年） - 入江俊 役
- となりのボブ・マーリィ（1995年） - 主演・野村マサオミ 役
- ミッドナイトストリート 湾岸ドリフト族（1995年） - 主演・泰二
- ミッドナイトストリート2 湾岸ドリフト族（1995年） - 主演・泰二
- 'hood（1998年） - 北川義行 役
- センチメンタル シティ マラソン（2000年） - ミカミ 役

### Vシネマ
- となりの凡人組1 - 3（1993年 - 1994年）
- 実録・日本やくざ烈伝 義戦（2001年）全2作 - 主演・森田幸吉
- エクソシスト 退魔士（2011年9月23日レンタル、ミッドシップ、寺内康太郎監督）
- 血塗れの報復（2013年） - 三浦一家 イノウエアキラ

### 舞台
- LOVE LETTERS 2nd Season 102・103回（1993年6月21日・22日、渋谷PARCO SPACE PART3） - アンディ 役
- インスペクター・コールズ（1994年、天王州アイルアートスフィア）

## ディスコグラフィー
全てコロムビアレコードより発売

### シングル
- ONE TO ONE/LOVE FOR BANK （1990.11.21発売）
- S.S.A.W/ラブ・ソングをとり戻せ （1991.10.21発売）

### アルバム
| No. | タイトル      | 発売日    | 最高位 | 収録曲 | 備考 |
| --- | ------------- | --------- | ------ | --- | ---- |
| 1   | CATCH THE CAN | 1990.6.6  | -      | 01. 1990Age 02. HEART OF GOLD 03. 土曜の夜は電車に乗って 04. イージー・ダンス 05. 二十歳まえのDear Friend 06. ダイナマイトを抱きしめて 07. TVを消して 08. JUMP 09. 晴天バイスクルBoy 10. RAIN(雨の居場所) 11. 爆弾宣言 |      |
| 2   | CLEAR         | 1990.12.1 | -      | 01. ONE TO ONE 02. FUZZY FUNNY 03. TRAIN OF HEART 04. PINK 05. MOON LIGHT RAINの下で 06. 肩がふれる程 |      |
| 3   | UNDER SAIL    | 1991.11.1 | -      | 01. STAY 02. SIMPLE 03. P.S.. 04. S.S.A.W. 05. JULIET TOWN 06. 古い映画館が消えても |      |

- アルバム3枚は、2009年よりオンデマンドCDで再発売された。